# Graphocephala
Genre
Graphocephala est un genre d'insectes de l'ordre des hémiptères (les hémiptères sont caractérisés par leurs deux paires d'ailes dont l'une, en partie cornée, est transformée en hémiélytre), de la famille des Cicadellidae.
Ces insectes communément appelés cicadelles, sont des insectes sauteurs et piqueurs et ils se nourrissent de la sève des végétaux grâce à leur rostre.

## Liste des espèces
En Europe ce genre ne comprend qu'une seule espèce :
- Graphocephala fennahi Young, 1977 - cicadelle du rhododendron

Autres espèces : 
- Graphocephala atropunctata
- Graphocephala coccinea
- Graphocephala constricta
- Graphocephala cythura
- Graphocephala picta
- Graphocephala teliformis
- Graphocephala versuta